# Gazeta Sportowa
Gazeta Sportowa – tygodnik wychodzący od 20 czerwca 1900 do września 1901 roku we Lwowie. Gazeta Sportowa była pierwszym polskojęzycznym tytułem informacyjno - publicystycznym poświęconym wszystkim uprawianym wówczas dyscyplinom sportu. Gazeta była redagowana i wydawana przez Kazimierza Hemerlinga.